# Bắc Sơn, Tam Điệp
Bắc Sơn là một phường thuộc thành phố Tam Điệp, tỉnh Ninh Bình, Việt Nam.

## Địa lý
Phường Bắc Sơn nằm ở trung tâm thành phố Tam Điệp, có vị trí địa lý:
- Phía đông giáp phường Tân Bình và phường Yên Bình
- Phía tây giáp phường Tây Sơn
- Phía nam giáp phường Trung Sơn (qua Quốc lộ 1)
- Phía bắc giáp xã Yên Sơn.

Phường Bắc Sơn có diện tích là 3,14 km², dân số năm 2019 là 11.162 người, mật độ dân số đạt 3.555 người/km².
Đây là một phường có đường Quốc lộ 1 xuyên Việt và quốc lộ 12B lên Tây Bắc đi qua. Trụ sở phường Bắc Sơn nằm cách trung tâm thành phố Hoa Lư 16 km. Đây cũng là phường đặt các trung tâm hành chính của thành phố Tam Điệp.

## Hành chính
Phường Bắc Sơn được chia thành 19 tổ dân phố: 1 2, 3, 4, 5, 6, 7, 8, 9, 10A, 10B, 11, 12, 13, 14, 15, 18, 19, 20.

## Lịch sử
Ngày 17 tháng 12 năm 1982, Hội đồng Bộ trưởng ban hành Quyết định số 200-HĐBT về việc thành lập phường Bắc Sơn thuộc thị xã Tam Điệp mới thành lập trên cơ tách một phần diện tích và nhân khẩu của thị trấn Tam Điệp và hai xã Yên Bình, Yên Sơn thuộc huyện Tam Điệp.
Ngày 26 tháng 12 năm 1991, Quốc hội ban hành Nghị quyết về việc tái lập tỉnh Ninh Bình từ tỉnh Hà Nam Ninh cũ và phường Bắc Sơn thuộc thị xã Tam Điệp, tỉnh Ninh Bình.
Ngày 9 tháng 4 năm 2007, Chính phủ ban hành Nghị định số 62/2007/NĐ-CP về việc thành lập phường Tây Sơn trên cơ sở điều chỉnh 46,76 ha diện tích tự nhiên và 853 người của phường Bắc Sơn.
Sau khi điều chỉnh địa giới hành chính, phường Bắc Sơn còn lại 324,92 ha diện tích tự nhiên và 7.518 nhân khẩu.
Ngày 10 tháng 4 năm 2015, Ủy ban Thường vụ Quốc hội ban hành Nghị quyết số 904/NQ-UBTVQH13 về việc thành lập thành phố Tam Điệp thuộc tỉnh Ninh Bình và phường Bắc Sơn trực thuộc thành phố Tam Điệp.
Ngày 10 tháng 12 năm 2015, HĐND tỉnh Ninh Bình ban hành Nghị quyết số 29/2015/NQ-HĐND về việc thành lập TDP 18 trên cơ sở một phần của TDP 9.

## Kinh tế
So với các đơn vị khác của thành phố Tam Điệp, Bắc Sơn là phường có địa hình ít đồi núi và hạ tầng giao thông đô thị đồng bộ hơn.

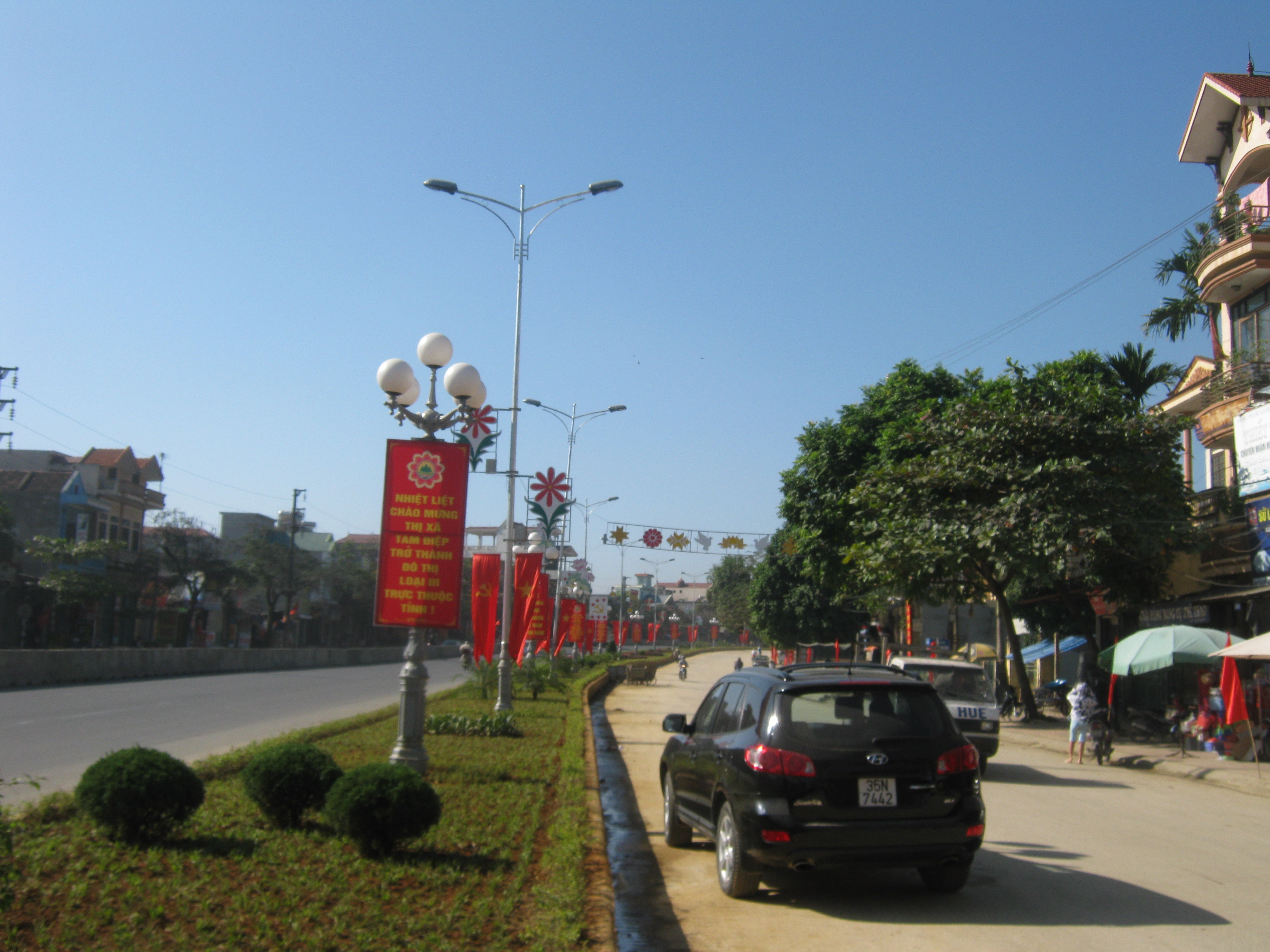
Quốc lộ 1 đoạn qua phường Bắc Sơn

Chợ Bắc Sơn tại tổ 13 là chợ trong danh sách các chợ loại 1, 2, 3 ở Ninh Bình.